# اچ‌ام‌اس ئی۴۱
اچ‌ام‌اس ئی۴۱ (به انگلیسی: HMS E41) یک زیردریایی بود که طول آن ۱۸۱ فوت (۵۵ متر) بود. این زیردریایی در سال ۱۹۱۵ ساخته شد.